# 戴維斯堡 (德克薩斯州)
戴維斯堡（英語：Fort Davis）是一個位於美國德克薩斯州傑夫·戴維斯縣的城市。根據2010年美國人口普查，該地共人口1201人，而該地的面積約為26.10平方千米。同時該地也是傑夫·戴維斯縣的縣治。

## 地理
戴維斯堡的座標為30°35′34″N 103°05′51″W / 30.59278°N 103.09750°W，而該地的平均海拔高度為1491米（即4842英尺）。